# Décès en février 2025
Décès
- 2021
- 2022
- 2023
- 2024
- 2025
- 2026
- 2027
- 2028
- 2029

Pour une information complémentaire, voir la page d'aide.

| Date              | Nom                             | Activités                                                                                             | Âge   | Source  |
| ----------------- | ------------------------------- | --- | ----- | ------- |
| 28 février        | Mohamed Benaïssa                | Homme politique marocain.                                                                             | 88    |         |
| 28 février        | Alain Grée                      | Auteur et illustrateur français.                                                                      | 88    |         |
| 28 février        | Noureddine Hached               | Homme politique tunisien.                                                                             | 80    |         |
| 28 février        | David Johansen                  | Chanteur et acteur américain.                                                                         | 75    | (en)    |
| 28 février        | Bill Mulcahy                    | Joueur de rugby à XV irlandais.                                                                       | 90    | (en)    |
| 28 février        | Ebun Oyagbola                   | Femme politique, diplomate nigériane.                                                                 | 93    | (en)    |
| 28 février        | Jan Schweiterman                | Acteur américain.                                                                                     | 52    | (en)    |
| 28 février        | Temmy Shmull                    | Homme politique paluan.                                                                               | 77    | (en)    |
| 28 février        | Ayako Sono                      | Écrivaine japonaise.                                                                                  | 93    | (en)    |
| 28 février        | Joseph Wambaugh                 | Romancier et scénariste américain.                                                                    | 88    | (en)    |
| 27 février        | Michèle Bazin                   | Femme politique, écrivaine et poétesse canadienne.                                                    | 78/79 | (en)    |
| 27 février        | Jean-Pierre Cantegrit           | Homme politique français.                                                                             | 91    |         |
| 27 février        | Javier Dorado                   | Footballeur international espoirs espagnol.                                                           | 48    |         |
| 27 février        | Jakob Engler                    | Sculpteur suisse.                                                                                     | 91    | (de)    |
| 27 février        | Steve Hardy                     | Nageur canadien.                                                                                      | 67    | (en)    |
| 27 février        | Pierre Joris                    | Poète, éditeur, traducteur, essayiste, auteur d'anthologies et professeur américano-luxembourgeois.   | 78    | (en)    |
| 27 février        | Anita Nüßner                    | Kayakiste est-allemande.                                                                              | 89    | (de)    |
| 27 février        | Boris Spassky                   | Joueur d'échecs russe puis français.                                                                  | 88    |         |
| 26 février        | Anike Agbaje-Williams           | Animatrice de télévision nigériane.                                                                   | 88    | (en)    |
| 26 février        | Joseph A. Burns                 | Astronome américain.                                                                                  | 83    | (en)    |
| 26 février        | Jean Campeau                    | Homme politique canadien.                                                                             | 93    |         |
| 26 février        | Michel Gaudart de Soulages      | Avocat et écrivain franco-canadien.                                                                   | 76    |         |
| 26 février        | Terrance Johnson                | Joueur américain de basket-ball.                                                                      | 42    |         |
| 26 février        | Kim Tae-young                   | Homme politique sud-coréen.                                                                           | 76    | (co)    |
| 26 février        | Hans Pirkner                    | Footballeur international autrichien.                                                                 | 78    | (de)    |
| 26 février        | Michelle Trachtenberg           | Actrice américaine.                                                                                   | 39    | (en)    |
| 26 février        | Corry Vreeken                   | Joueuse d'échecs néerlandaise.                                                                        | 96    | (nl)    |
| 25 février        | Bernard Brochand                | Homme politique français.                                                                             | 86    |         |
| 25 février        | Jennifer Johnston               | Femme de lettres irlandaise.                                                                          | 95    | (en)    |
| 25 février        | Yvonne Knibiehler               | Historienne, essayiste et féministe française.                                                        | 102   |         |
| 25 février        | Lis Nilheim                     | Actrice suédoise.                                                                                     | 80    | (sv)    |
| 25 février        | Roberto Orci                    | Scénariste et producteur américain.                                                                   | 51    | (en)    |
| 25 février        | Ferenc Rados                    | Pianiste et professeur de piano et de musique de chambre hongrois.                                    | 90    | (hu)    |
| 25 février        | Kala Nath Shastry               | Universitaire indien spécialiste du sanskrit.                                                         | 88    | (hi)    |
| 24 février        | Kevin Braswell                  | Joueur de basket-ball américain.                                                                      | 46    | (en)    |
| 24 février        | Roberta Flack                   | Chanteuse américaine.                                                                                 | 88    | (en)    |
| 24 février        | Piet van Katwijk                | Coureur cycliste néerlandais.                                                                         | 75    | (nl)    |
| 24 février        | Frédéric van Rossum             | Compositeur et pianiste belge.                                                                        | 85    |         |
| 24 février        | Jan Söderlund                   | Architecte finlandais.                                                                                | 87    | (fi)    |
| 24 février        | Frank G. Wisner                 | Diplomate et homme politique américain.                                                               | 86    | (en)    |
| 23 février        | Goéry Delacôte                  | Physicien français.                                                                                   | 85    |         |
| 23 février        | Pilar Del Rey                   | Actrice américaine.                                                                                   | 95    |         |
| 23 février        | Larry Dolan                     | Avocat américain.                                                                                     | 94    |         |
| 23 février        | Greg Haugen                     | Boxeur américain.                                                                                     | 64    | (it)    |
| 23 février        | Jan Johnson                     | Perchiste américain, médaillé de bronze aux Jeux olympiques d'été de 1972.                            | 74    | (en)    |
| 23 février        | Thanin Kraiwichian              | Avocat et homme d'État thaïlandais.                                                                   | 97    | (th)    |
| 22 février        | Martin O'Malley                 | Journaliste canadien.                                                                                 | 86    | (en)    |
| 22 février        | Gianni Pettenati                | Chanteur italien.                                                                                     | 79    | (it)    |
| 22 février        | Anne Pons                       | Romancière et essayiste française.                                                                    | 91    |         |
| 22 février        | Hans van den Broek              | Homme politique néerlandais.                                                                          | 88    | (nl)    |
| 21 février        | Yvonne Curtet                   | Athlète française, spécialiste du saut en longueur.                                                   | 104   |         |
| 21 février        | Bill Fay                        | Chanteur britannique.                                                                                 | 81    | (en)    |
| 21 février        | Clinton J. Hill                 | Agent du Secret Service américain.                                                                    | 93    | (en)    |
| 21 février        | Ioan James                      | Mathématicien britannique.                                                                            | 96    | (en)    |
| 21 février        | Gwen McCrae                     | Chanteuse américaine.                                                                                 | 81    | (en)    |
| 21 février        | Brendan McFarlane               | Militant républicain indépendantiste irlandais, membre de l'IRA.                                      | 73/74 | (en)    |
| 21 février        | Herbert Mertin                  | Homme politique allemand.                                                                             | 66    | (de)    |
| 21 février        | Erik Petersen                   | Rameur d'aviron danois, champion olympique aux Jeux olympiques d'été de 1964.                         | 85    | (da)    |
| 21 février        | Lynne Marie Stewart             | Actrice américaine.                                                                                   | 78    | (en)    |
| 20 février        | Fernand Arsenault               | Professeur canadien.                                                                                  | 95    |         |
| 20 février        | David Boren                     | Universitaire et homme politique américain.                                                           | 83    | (en)    |
| 20 février        | Jerry Butler                    | Chanteur américain de soul.                                                                           | 85    | (en)    |
| 20 février        | Kouaro Yves Chabi               | Homme politique béninois.                                                                             | 51    |         |
| 20 février        | Frankétienne                    | Poète, dramaturge et peintre haïtien.                                                                 | 88    |         |
| 20 février        | Erhard Hofeditz                 | Footballeur puis entraîneur allemand.                                                                 | 71    | (de)    |
| 20 février        | Peter Jason                     | Acteur américain.                                                                                     | 80    | (en)    |
| 20 février        | Friedrich-Wilhelm Junge         | Acteur allemand.                                                                                      | 86    | (de)    |
| 20 février        | Ilkka Kuusisto                  | Compositeur finlandais.                                                                               | 91    | (fi)    |
| 20 février        | Roger Romani                    | Homme politique français.                                                                             | 90    |         |
| 20 février        | Evan Williams                   | Footballeur écossais.                                                                                 | 81    | (en)    |
| 19 février        | Kent Bernard                    | Athlète trinidadien spécialiste du 400 mètres, médaille de bronze aux Jeux olympiques d'été de 1964.  | 82    | (en)    |
| 19 février        | Patrick Cabouat                 | Réalisateur français.                                                                                 | 75    |         |
| 19 février        | Nicolas Castellanos Franco      | Évêque et missionnaire espagnol.                                                                      | 90    | (es)    |
| 19 février        | Souleymane Cissé                | Réalisateur malien.                                                                                   | 84    |         |
| 19 février        | Joe Haines                      | Journaliste britannique.                                                                              | 97    | (en)    |
| 19 février        | Richard Highton                 | Herpétologiste américain.                                                                             | 97    | (en)    |
| 19 février        | Sandra Jayat                    | Artiste peintre et écrivaine tsigane française.                                                       | 94    |         |
| 19 février        | Glenn Knight                    | Avocat et haut fonctionnaire singapourien.                                                            | 80    | (en)    |
| 19 février        | Frits Korthals Altes            | Homme politique néerlandais.                                                                          | 93    | (nl)    |
| 19 février        | Jean Sarrus                     | Comédien français.                                                                                    | 79    |         |
| 18 février        | Jacques Augendre                | Journaliste sportif français.                                                                         | 99    |         |
| 18 février        | Marie-Chantal Depetris-Demaille | Fleurettiste française.                                                                               | 83    |         |
| 18 février        | Vito Molinari                   | Metteur en scène et réalisateur italien.                                                              | 95    | (it)    |
| 18 février        | Gerald Ridsdale                 | Prêtre catholique et pédocriminel australien.                                                         | 90    | (en)    |
| 18 février        | Marian Turski                   | Historien, journaliste et homme politique polonais.                                                   | 98    | (en)    |
| 17 février        | Frits Bolkestein                | Homme politique néerlandais.                                                                          | 91    |         |
| 17 février        | Rick Buckler                    | Compositeur et batteur britannique.                                                                   | 69    |         |
| 17 février        | Paquita la del Barrio           | Chanteuse mexicaine de Ranchera.                                                                      | 77    |         |
| 17 février        | Edwin Clark                     | homme politique nigérian.                                                                             | 97    | (en)    |
| 17 février        | Gene Hackman                    | Acteur et romancier américain.                                                                        | 95    |         |
| 17 février        | James Harrison                  | Personnalité australienne.                                                                            | 88    | (en)    |
| 17 février        | Antonine Maillet                | Romancière et dramaturge canadienne.                                                                  | 95    |         |
| 17 février        | Petr Matoušek                   | Coureur cycliste tchécoslovaque.                                                                      | 75    | (cs)    |
| 17 février        | Jamie Muir                      | Musicien britannique.                                                                                 | 82    | (en)    |
| 17 février        | Volker Roth                     | Arbitre de football international allemand.                                                           | 83    | (de)    |
| 16 février        | Viktor Antonov                  | Directeur artistique bulgare.                                                                         | 53    | (bg)    |
| 16 février        | Ahmed Boukhari                  | Espion marocain.                                                                                      | 87    |         |
| 16 février        | William Hodson Brock            | Chimiste et historien des sciences britannique.                                                       | 88    | (en)    |
| 16 février        | Martine David                   | Femme politique française.                                                                            | 72    |         |
| 16 février        | Luis Estaba                     | Boxeur vénézuélien.                                                                                   | 86    | (es)    |
| 16 février        | Géraldine Faladé                | Journaliste et écrivaine béninoise.                                                                   | 90    |         |
| 16 février        | Jean-Denis Gendron              | Professeur et linguiste canadien.                                                                     | 100   |         |
| 16 février        | Avetik Ishkhanyan               | Militant des droits de l'homme arménien.                                                              | 69    | (hy)    |
| 16 février        | Kim Sae-ron                     | Actrice sud-coréenne.                                                                                 | 24    |         |
| 16 février        | Adam Nidzgorski                 | Peintre polonais puis français.                                                                       | 91    |         |
| 16 février        | Didier Schlacther               | Économiste français.                                                                                  |       |         |
| 16 février        | Vladimír Válek                  | Chef d'orchestre tchèque.                                                                             | 89    | (cs)    |
| 16 février        | Dan Wallace                     | Homme politique irlandais.                                                                            | 82    | (en)    |
| 15 février        | George Armitage                 | Réalisateur, producteur et scénariste américain.                                                      | 82    | (en)    |
| 15 février        | Renato Ballardini               | Homme politique italien.                                                                              | 97    | (it)    |
| 15 février        | Gerhart Baum                    | Homme politique allemand.                                                                             | 92    | (de)    |
| 15 février        | Chantal De Spiegeleer           | Autrice de bande dessinée belge.                                                                      | 67    |         |
| 15 février        | Jacques Diament                 | Éditeur et écrivain français.                                                                         | 88/89 |         |
| 15 février        | Gran Hamada                     | Catcheur japonais.                                                                                    | 74    | (en)    |
| 15 février        | Muhsin Hendricks                | Imam, activiste LGBTQ+ sud-africain.                                                                  | 57    | (en)    |
| 15 février        | Serge Lasvignes                 | Haut fonctionnaire français.                                                                          | 70    |         |
| 15 février        | Jorge Nuno Pinto da Costa       | Homme d'affaires portugais, ancien président du club FC Porto.                                        | 87    |         |
| 15 février        | Claude Torricini                | Sculptrice française.                                                                                 | 94    |         |
| 15 février        | Shirin Abdullaeva               | Chanteuse, actrice et mannequin ouzbèke.                                                              | 19    | (en)    |
| 14 février        | Gustave Alirol                  | Professeur et homme politique français.                                                               | 76    |         |
| 14 février        | Avi Assouly                     | Journaliste sportif et homme politique franco-israélien.                                              | 74    |         |
| 14 février        | Félix Colozzi                   | Militant syndicaliste et anticolonialiste franco-algérien.                                            | 95    |         |
| 14 février        | Carlos Diegues                  | Réalisateur de cinéma et scénariste brésilien.                                                        | 84    |         |
| 14 février        | Walter Goffart                  | Historien américain.                                                                                  | 90    | (en)    |
| 14 février        | Geneviève Page                  | Actrice française.                                                                                    | 97    |         |
| 14 février        | François Pantillon              | Musicien, compositeur et chef d'orchestre suisse.                                                     | 97    |         |
| 14 février        | Hélène Pelletier-Baillargeon    | Femme de lettres, journaliste et essayiste canadienne.                                                | 92    |         |
| 13 février        | János Dunai                     | Footballeur international hongrois, médaillé de bronze aux Jeux olympiques d'été de 1960.             | 87    | (hu)    |
| 13 février        | Fethi Heper                     | Footballeur international turc.                                                                       | 81    | (tr)    |
| 13 février        | Delcat Idengo                   | Musicien congolais.                                                                                   | 31    |         |
| 13 février        | Roger Pohon                     | Footballeur puis entraîneur français.                                                                 | 85    |         |
| 13 février        | Bernard Saladin d'Anglure       | Anthropologue et ethnologue canadien d'origine française.                                             | 88    |         |
| 13 février        | Jim Guy Tucker                  | Homme politique américain.                                                                            | 81    | (en)    |
| 13 février        | Jacqueline van Maarsen          | Écrivaine néerlandaise.                                                                               | 96    | (nl)    |
| 12 février        | Ana Ambrazienė                  | Athlète de haies lituanienne.                                                                         | 69    | (en)    |
| 12 février        | Niké Arrighi                    | Actrice, peintre et graveuse française.                                                               | 80    | (en)    |
| 12 février        | Maurice Bernart                 | Producteur français de cinéma indépendant.                                                            | 92    |         |
| 12 février        | Mel Bochner                     | Artiste conceptuel américain.                                                                         | 84    | (en)    |
| 12 février        | Richard Dindo                   | Documentariste suisse.                                                                                | 80    | (de)    |
| 12 février        | Ali Gagarine                    | Footballeur international soudanais.                                                                  | 75    | (ar)    |
| 12 février        | Tommy Hunt                      | Chanteur américain.                                                                                   | 91    | (en)    |
| 12 février        | Simon Mawer                     | Écrivain britannique                                                                                  | 76    | (en)    |
| 12 février        | Jimi Mbaye                      | Guitariste, chanteur, auteur, et compositeur sénégalais.                                              | 68    |         |
| 12 février        | Holmes Rolston III              | Philosophe américain.                                                                                 | 95    | (en)    |
| 11 février        | Yvonne Choquet-Bruhat           | Mathématicienne et physicienne française.                                                             | 101   |         |
| 11 février        | Bernard Lagacé                  | Organiste, claveciniste et professeur canadien.                                                       | 94    |         |
| 11 février        | Norma Mora                      | Actrice mexicaine.                                                                                    | 81    | (es)    |
| 11 février        | André Neyton                    | Metteur en scène et comédien français.                                                                | 90    |         |
| 11 février        | Yeóryios Roubánis               | Perchiste grec spécialiste du saut à la perche, médaillé de bronze aux Jeux olympiques d'été de 1956. | 95    | (el)    |
| 10 février        | Mustafa Arruf                   | Sculpteur espagnol.                                                                                   | 66    | (es)    |
| 10 février        | Jerome Drayton                  | Athlète de fond canadien.                                                                             | 80    | (en)    |
| 10 février        | Moses Garu                      | Homme politique salomonais.                                                                           | 55    | (en)    |
| 10 février        | Grégoire Girard                 | Arpenteur-géomètre et homme politique canadien.                                                       | 99    |         |
| 10 février        | Tákis Ikonomópoulos             | Footballeur international grec.                                                                       | 81    | (en)    |
| 10 février        | Gilbert Pujol                   | Joueur de rugby à XV et à XIII français.                                                              | 86    |         |
| 10 février        | Tim Radford                     | Journaliste britannique-néo-zélandais.                                                                | 84    |         |
| 10 février        | David Socha                     | Arbitre de soccer américain.                                                                          | 86    | (en)    |
| 10 février        | Maria Tipo                      | Pianiste italienne.                                                                                   | 93    | (it)    |
| 10 février        | Jean-Claude Walter              | Poète et écrivain français.                                                                           | 84    |         |
| 9 février         | Beverly Byron                   | Femme politique américaine .                                                                          | 92    | (en)    |
| 9 février         | Mara Corday                     | Actrice, mannequin et showgirl américaine.                                                            | 95    | (en)    |
| 9 février         | Miika Elomo                     | Joueur finlandais de hockey sur glace.                                                                | 47    |         |
| 9 février         | Peter Haggett                   | Géographe et académicien britannique.                                                                 | 92    | (en)    |
| 9 février         | Hervé Huitric                   | Artiste français.                                                                                     | 79    |         |
| 9 février         | Senamile Masango                | Scientifique sud-africaine.                                                                           | 37    | (en)    |
| 9 février         | Edith Mathis                    | Soprano suisse.                                                                                       | 86    | (de)    |
| 9 février         | Ginette Moulin                  | Femme d'affaires et milliardaire française.                                                           | 98    |         |
| 9 février         | Asil Nadir                      | Homme d'affaires chypriote turc.                                                                      | 83    | (en)    |
| 9 février         | Tom Robbins                     | Écrivain américain.                                                                                   | 92    | (en)    |
| 9 février         | Michael Rothwell                | Skipper américain, médaillé d'argent aux Jeux olympiques d'été de 1976.                               | 71    | (en)    |
| 9 février         | Ryszard Stanibuła               | Homme politique polonais.                                                                             | 74    | (pl)    |
| 9 février         | Oleg Strijenov                  | Acteur soviétique puis russe.                                                                         | 95    |         |
| 8 février         | Martin Aurell                   | Historien médiéviste d'origine espagnole, naturalisé français.                                        | 66    |         |
| 8 février         | Boubacar Biro Diallo            | Homme politique guinéen.                                                                              | 103   |         |
| 8 février         | Matt Doyle                      | Joueur de tennis américano-irlandais.                                                                 | 70    | (en)    |
| 8 février         | Alain Maline                    | Réalisateur, scénariste et producteur français.                                                       | 77    |         |
| 8 février         | Sam Nujoma                      | Homme politique namibien.                                                                             | 95    | (en)    |
| 8 février         | Gyalo Thondup                   | Personnalité tibétaine.                                                                               | 96    | (en)    |
| 7 février         | Denise Brice                    | Paléontologue française.                                                                              | 96    |         |
| 7 février         | Jean-Charles Canetti            | Footballeur français.                                                                                 | 79    |         |
| 7 février         | Dickson Despommier              | Microbiologiste, écologue et professeur d'université américain.                                       | 84    | (en)    |
| 7 février         | Dafydd Elis-Thomas              | Homme politique britannique.                                                                          | 78    | (en)    |
| 7 février         | Bruce French                    | Acteur américain.                                                                                     | 79    | (en)    |
| 7 février         | Martti Häikiö                   | Historien et écrivain finlandais.                                                                     | 75    | (fi)    |
| 7 février         | Toomas Leius                    | Joueur de tennis estonien.                                                                            | 83    |         |
| 7 février         | Naâman                          | Chanteur français.                                                                                    | 34    |         |
| 7 février         | Yeshe Lodoi Rinpoché            | Chanteur et lama tibétain.                                                                            | 81/82 | (ru)    |
| 7 février         | Tony Roberts                    | Acteur américain.                                                                                     | 85    | (en)    |
| 7 février         | Song Dae-kwan                   | Chanteur trot sud-coréen.                                                                             | 78    | (en)    |
| 6 février         | Jacques Chaumont                | Homme politique français.                                                                             | 90    |         |
| 6 février         | Peter Christensen               | Homme politique danois.                                                                               | 49    | (da)    |
| 6 février         | Marie-José Crespin              | Magistrate sénégalaise.                                                                               | 88    |         |
| 6 février         | Virginia Halas McCaskey         | Dirigeante américaine de football américain.                                                          | 102   | (en-US) |
| 6 février         | Kenneth Anderson Kitchen        | Égyptologue britannique.                                                                              | 92/93 | (en)    |
| 6 février         | Richard Meredith                | Joueur américain de hockey sur glace, champion et médaillé d'argent olympique en (1956, 1960).        | 92    | (en)    |
| 6 février         | Owusu-Ankomah                   | Artiste contemporain ghanéen.                                                                         | 68    | (en)    |
| 6 février         | Paul Louis Rossi                | Poète, romancier et essayiste français.                                                               | 91    |         |
| 6 février         | Paul-Loup Sulitzer              | Écrivain et homme d'affaires français.                                                                | 78    |         |
| 5 février         | Ján Cuper                       | Homme politique slovaque.                                                                             | 78    | (sk)    |
| 5 février         | Vito Di Tano                    | Coureur cycliste italien.                                                                             | 70    | (en)    |
| 5 février         | Irv Gotti                       | Producteur de musique américain.                                                                      | 54    | (en)    |
| 5 février         | Alfredo Letanú                  | Footballeur argentin.                                                                                 | 72    | (es)    |
| 5 février         | Louis-Gaston Mayila             | Homme politique gabonais.                                                                             | 78    |         |
| 5 février         | Robert I. Moore                 | Historien britannique.                                                                                | 83    |         |
| 5 février         | Mike Ratledge                   | Musicien britannique.                                                                                 | 81    | (en)    |
| 5 février         | James Reason                    | Psychologue britannique.                                                                              | 86    | (en)    |
| 5 février         | Elisabeth Vrba                  | Paléontologue américaine.                                                                             | 82    | (en)    |
| 4 février         | Aga Khan IV                     | Homme d'affaires et philanthrope britanno-portugais.                                                  | 88    |         |
| 4 février         | William Browder                 | Mathématicien américain.                                                                              | 91    | (en)    |
| 4 février         | Sid Ahmed Ghozali               | Homme d'État algérien.                                                                                | 87    |         |
| 4 février         | Maria Teresa Horta              | Écrivaine et poétesse portugaise.                                                                     | 87    | (pt)    |
| 4 février         | Claire Malroux                  | Poétesse, essayiste et traductrice française.                                                         | 99    |         |
| 4 février         | Wily Mignon                     | Chanteur béninois.                                                                                    | 38    |         |
| 4 février         | Paul Plishka                    | Artiste lyrique américain.                                                                            | 83    |         |
| 4 février         | Lionel Soukaz                   | Réalisateur français.                                                                                 | 71    |         |
| 3 février         | Michael Burawoy                 | Sociologue et professeur d'université britannique.                                                    | 77    | (en)    |
| 3 février         | John Joseph Jonas               | Professeur de métallurgie québécois.                                                                  | 92    | (en)    |
| 3 février         | Lima                            | Footballeur international brésilien.                                                                  | 83    | (pt)    |
| 3 février         | Emmanuel Martineau              | Philosophe, philologue et traducteur français.                                                        | 78    |         |
| 3 février         | Jean-Loup Philippe              | Acteur, metteur en scène et poète français.                                                           | 90    |         |
| 3 février         | Stéphane Picq                   | Compositeur français de musique de jeu vidéo.                                                         | 59    |         |
| 3 février         | Jürgen Schmude                  | Homme politique allemand.                                                                             | 88    | (de)    |
| 3 février         | John Shumate                    | Joueur américain de basket-ball.                                                                      | 72    | (en)    |
| 3 février         | Yoshio Yoshida                  | Joueur de baseball japonais.                                                                          | 83    | (ja)    |
| 2 février         | Ogün Altıparmak                 | Footballeur international et agent de joueurs turc.                                                   | 83    | (tr)    |
| 2 février         | Friedrich Braun                 | Joueur de basket-ball brésilien, médaillé de bronze aux Jeux olympiques d'été de 1964.                | 83    | (pt)    |
| 2 février         | Sea Diallo                      | Artiste plasticien sénégalais.                                                                        | 66    |         |
| 2 février         | Luce Eekman                     | Architecte française.                                                                                 | 91    |         |
| 2 février         | Job an Irien                    | Homme de lettres et prêtre catholique français.                                                       | 87    |         |
| 2 février         | Jean-Claude Lamy                | Journaliste, écrivain et éditeur français.                                                            | 83    |         |
| 2 février         | Lee Joo-sil                     | Actrice sud-coréenne.                                                                                 | 80    | (en)    |
| 2 février         | Jean Margat                     | Hydrogéologue français.                                                                               | 100   |         |
| 2 février         | Benzion Miller                  | Chantre américain.                                                                                    | 78/79 | (en)    |
| 2 février         | P. H. Moriarty                  | Acteur britannique.                                                                                   | 86    | (en)    |
| 2 février         | Anson Rabinbach                 | Historien américain.                                                                                  | 79    | (de)    |
| 2 février         | Jean-Pierre Razat               | Joueur français de rugby à XV.                                                                        | 84    |         |
| 2 février         | Joseph Ribas                    | Écrivain français.                                                                                    | 94    |         |
| 2 février         | Thierry Rocher                  | Dramaturge, comédien, chroniqueur et chansonnier français.                                            | 65    |         |
| 2 février         | Abílio Rodas de Sousa Ribas     | Prélat catholique santo-portugais de Sao Tomé-et-Principe.                                            | 94    | (en)    |
| 2 février         | Amos Smith                      | Chimiste américain.                                                                                   | 80    | (en)    |
| 2 février         | Barbie Xu                       | Actrice et chanteuse taïwanaise.                                                                      | 48    | (zh)    |
| 1er février       | Renato Corsetti                 | Espérantiste et linguiste italien.                                                                    | 83    | (eo)    |
| 1er février       | André Ducret                    | Chanteur, chef de chœur et compositeur suisse.                                                        | 79    |         |
| 1er février       | Pierre Estève                   | Homme politique français.                                                                             | 85    |         |
| 1er février       | Kishan Kapoor                   | Homme politique indien.                                                                               | 73    | (en)    |
| 1er février       | Ilías Kostopanayótou            | Homme politique grec.                                                                                 | 81    | (el)    |
| 1er février       | Horst Köhler                    | Président fédéral d'Allemagne.                                                                        | 81    |         |
| 1er février       | John Montagu                    | Entrepreneur et homme politique britannique.                                                          | 81    | (en)    |
| 1er février       | Velma Pollard                   | Poétesse et écrivaine jamaïcaine.                                                                     | 87    | (en)    |
| 1er février       | Sigi Renz                       | Coureur cycliste allemand.                                                                            | 83    | (de)    |
| 1er février       | Peter Schmidl                   | Clarinettiste autrichien.                                                                             | 83    | (de)    |
| 1er février       | Johan Van den Driessche         | Homme politique belge.                                                                                | 71    |         |
| 1er février       | Fay Vincent                     | Commissaire des Ligues majeures de baseball américain.                                                | 86    | (en)    |
| date indéterminée | Hans Kjeld Rasmussen            | Tireur sportif danois.                                                                                | 70    | (da)    |